# Leukippos (Sohn des Polykrithos)
Leukippos (altgriechisch Λεύκιππος Leúkippos) ist in der griechischen Mythologie der Sohn des Polykrithos.
Er wird von einem Stein getötet, den Poimandros, der Gründer von Tanagra, nach ihm wirft.